# AirX Charter
AirX Charter é uma companhia aérea charter privada com sede em Malta.

## História
AirX Charter foi fundada em 2011, quando os ativos de uma companhia aérea austríaca AirX foram comprados por John Matthews. Em 2013, a AirX Charter mudou sua sede para Malta.

## Frota
A frota da AirX Charter consiste nas seguintes aeronaves:
| Aeronaves         | Em Serviço | Ordens | Passageiros | Notas |
| ----------------- | ---------- | ------ | ----------- | ----- |
| Airbus A340-300   | 2          | –      | 100         |       |
| Boeing 737-500    | 1          | –      | 126         |       |
| Bombardier CRJ200 | 7          | –      | 13-16       |       |
| Embraer ERJ135    | 3          | –      | 13          |       |
| Embraer ERJ190    | 3          | –      | VIP         |       |
| Total             | 14         | 0      |             |       |